# Муньос «Чачита», Эвита
Эвита Муньос «Чачита» (исп. Eva Maria Muñoz Ruiz, conocido como Evita Muñoz «Chachita») (26 ноября 1936, Орисаба, Веракрус, Мексика — 23 августа 2016, Мехико, Мексика) — известная мексиканская актриса театра и кино, юная звезда эпохи «Золотого века мексиканского кинематографа».

## Биография
Родилась 26 ноября 1936 года в Орисабе в семье актёра и певца Франсиско «Пако» Муньоса и Эрнестины Муньос. Была единственным ребёнком в семье. В мексиканском кинематографе дебютировала 4-х летней девочкой в 1939 году и с тех пор бесперебойно приняла участие в 79 ролях в кино и телесериалах. Телесериалы Гутьерритос (первый телесериал жанра теленовелла в Мексике), Ложь во спасение, Наперекор судьбе, Осторожно с ангелом и Как говорится оказались наиболее успешными в карьере актрисы. Неплохо участвовала и в театральных постановках — сыграла роли в 23 спектаклях, некоторые из которых оказались культовыми. Была дважды номинирована на премии Bravo и TVyNovelas, из которой ей удалось одержать достойную победу в первой премии.
Скончалась 23 августа 2016 года в больнице Мехико из-за осложнения во время операции на жёлчном пузыре, спровоцированной пневмонией.

## Личная жизнь
В 1958 году Эвита Муньос «Чачита» вышла замуж за актёра Уго Масиаса Макотела и подарила своему супругу 3 детей. Брак оказался настолько крепким, что влюблённая пара продержалась вместе 58 лет.

## Фильмография
1
Как прекрасна любовь! (сериал, 2012 – 2013)
Qué bonito amor ... Doña Prudencia
2
Как говорится (сериал, 2011 – ...)
Como dice el dicho ... Clara
3
Осторожно с ангелом (сериал, 2008 – 2009)
Cuidado con el ángel ... Candelaria
4
Наперекор судьбе (сериал, 2005 – ...)
Contra viento y marea ... Doña Cruz Cárdenas
5
Всегда буду любить тебя (сериал, 2000)
Siempre te amaré ... Estellita
6
Серафин (сериал, 1999)
Serafín ... Coco, озвучка
7
Мятежная душа (сериал, 1999)
Alma rebelde ... Bernarda
8
Мне не забыть тебя (сериал, 1999)
Nunca te olvidaré ... Benita
9
Богиня любви (сериал, 1998)
Gotita de amor ... Lolita
10
Ложь во спасение (сериал, 1996)
Bendita Mentira ... Goya
11
Ангелы без рая (сериал, 1992)
Ángeles sin paraíso ... Asunción 'Mamá Chonita' (1992)
12
Cambiando el destino (1992)
... Hermana Margarita
13
Día de madres (1988)
... Rosita
14
Dos machos que ládran no muerden (1988)
15
Agente 0013: Hermelinda linda II (1986)
... Hermelinda Linda
16
Салон красоты (сериал, 1985)
Salón de belleza ... (эпизод guest)
17
El sinaloense (1985)
18
Женщина, случаи из реальной жизни (сериал, 1985 – ...)
Mujer, casos de la vida real ... Angela de la Cruz
19
Две женщины из моего дома (сериал, 1984)
Dos mujeres en mi casa ... Chachita
20
Los humillados (1984)
21
Se sufre pero se goza (1984)
22
Hermelinda linda (1984)
... Hermelinda Linda
23
Роман с камнем (1984)
Romancing the Stone ... Hefty Woman (в титрах: Chachita)
24
En el camino andamos (1983)
25
Las musiqueras (1983)
... Chachita Rubiales (Anforita)
26
Los fayuqueros de Tepito (1982)
27
Vividores de mujeres (1982)
... Julia Ester
28
¡El que no corre... vuela! (1982)
... Doña Chona 'La Gorda'
29
Подметальщик улиц (1982)
El barrendero ... Pachita
30
La casa prohibida (1981)
31
La palomilla al rescate (1976)
... Rosa
32
Коломбо: Дело чести (ТВ, 1976)
Columbo: A Matter of Honor ... Chambermaid
33
El padrino... es mi compadre (1975)
34
Мир игрушки (сериал, 1974)
Mundo de juguete ... Hermana Carmela
35
Peluquero de señoras (1973)
... Socorro, gorda
36
Улица Сезам (сериал, 1972 – ...)
Plaza Sésamo ... Abuela
37
Cayó de la gloria el diablo (1972)
... Nachita
38
У любви — женское лицо (сериал, 1971)
El amor tiene cara de mujer
39
La hermana Trinquete (1970)
... Turista gorda (в титрах: Evita Muñoz)
40
Faltas a la moral (1970)
... Doña Cata, la pulques
41
Коломбо (сериал, 1968 – 2003)
Columbo ... Chambermaid
42
La muerte es puntual (1967)
... Creolina
43
Cuando el diablo sopla (1966)
44
Планетарные гиганты (1966)
Gigantes planetarios ... Frijol
45
El dengue del amor (1965)
46
Корона слёз (сериал, 1964)
Corona de lágrimas
47
Dos tontos y un loco (1961)
... Cuquis (в титрах: Evita Muñoz)
48
En cada feria un amor (1961)
... Rosaura
49
Mi niño, mi caballo y yo (1959)
50
Mis padres se divorcian (1959)
... Maruja, amiga de Fernando
51
Гутьерритос (сериал, 1958)
Gutierritos ... Ana (1958)
52
Bajo el cielo de México (1958)
... Flora
53
El hombre que me gusta (1958)
... Serafica, criada
54
Здесь был Панчо Вилья (1957)
Así era Pancho Villa ... Remedios (в титрах: Evita Muñoz)
55
La locura del rock and roll (1957)
56
Padre nuestro (1953)
... Elisa Molina
57
Бык Пепе (1953)
Pepe El Toro ... Chachita (в титрах: Evita Muñoz)
58
Улица между тобой и мной (1952)
Una calle entre tú y yo ... Marta (в титрах: Evita Muñoz)
59
Другая дочь (1951)
La hija de la otra ... Lupita
60
Los pobres siempre van al cielo (1951)
... Lupita
61
Дети на улице (1951)
Los hijos de la calle ... Elvira Pérez
62
El Cristo de mi Cabecera (1951)
... Marcela
63
Две девочки-сироты (1950)
Las dos huerfanitas ... Elvira Pérez (в титрах: Evita Muñoz 'Chachita')
64
Guardián, el perro salvador (1950)
65
Вы, богатые (1948)
Ustedes, los ricos ... Chachita (в титрах: Evita Muñoz)
66
Мы, бедные (1948)
Nosotros, los pobres ... Chachita (в титрах: Evita Muñoz)
67
Chachita la de Triana (1947)
... Chachita (в титрах: Evita Muñoz)
68
Yo vendo unos ojos negros (1947)
69
¡Qué verde era mi padre! (1947)
... Chachita (в титрах: Evita Muñoz)
70
La hija del payaso (1946)
71
La pequeña madrecita (1944)
... (в титрах: Evita Muñoz)
72
Morenita clara (1943)
... Morenita Clara
73
¡Qué lindo es Michoacán! (1943)
... Chachita
74
Ауликсо, не сдавайся! (1941)
¡Ay Jalisco... no te rajes! ... Chachita
75
El secreto del sacerdote (1941)
... Martita

### В титрах не указана
76
Serafín: La película (2001)
... Coco, озвучка
77
La vida de Pedro Infante (1966)
... хроника

### Камео
78
Memoria del cine mexicano (1993)
79
Así éra Pedro Infante (1963)

## Театральные работы
- Мнимый больной